# Massuria roonwali
Massuria roonwali is een spinnensoort in de taxonomische indeling van de krabspinnen (Thomisidae).
Het dier behoort tot het geslacht Massuria. De wetenschappelijke naam van de soort werd voor het eerst geldig gepubliceerd in 1964 door Basu.